# (22410) Grinspoon
(22410) Grinspoon est un astéroïde de la ceinture principale.

## Description
(22410) Grinspoon est un astéroïde de la ceinture principale. Il fut découvert le 29 septembre 1995 à Kitt Peak par le projet Spacewatch. Il présente une orbite caractérisée par un demi-grand axe de 2,57 UA, une excentricité de 0,02 et une inclinaison de 3,5° par rapport à l'écliptique.
Il est nommé d'après David Grinspoon.